# Albera Ligure
Albera Ligure (piemontesisch Albera, ligurisch Arbea) ist eine Gemeinde in der italienischen Provinz Alessandria (AL) der Region Piemont.

## Lage und Einwohner
Der Ort Albera Ligure liegt rund 60 km südöstlich von der Provinzhauptstadt Alessandria auf einer Höhe von 423 m über dem Meeresspiegel im Val Borbera. Sie liegt am rechten Ufer des Baches Borbera, der dem Tal seinen Namen gibt, an den Nordwesthängen des Monte Ebro (1701 m), dem höchsten Gipfel der Provinz Alessandria. Das Gemeindegebiet umfasst eine Fläche von 21,38 km² und hat 302 (Stand 31. Dezember 2023) Einwohner. Die Gemeinde besteht aus den Ortsteilen (Fraktionen) Astrata, Figino, San Martino, San Nazzaro, Santa Maria, Vendersi, Vigo und Volpara.
Die Nachbargemeinden sind Cabella Ligure, Cantalupo Ligure, Fabbrica Curone, Montacuto und Rocchetta Ligure.

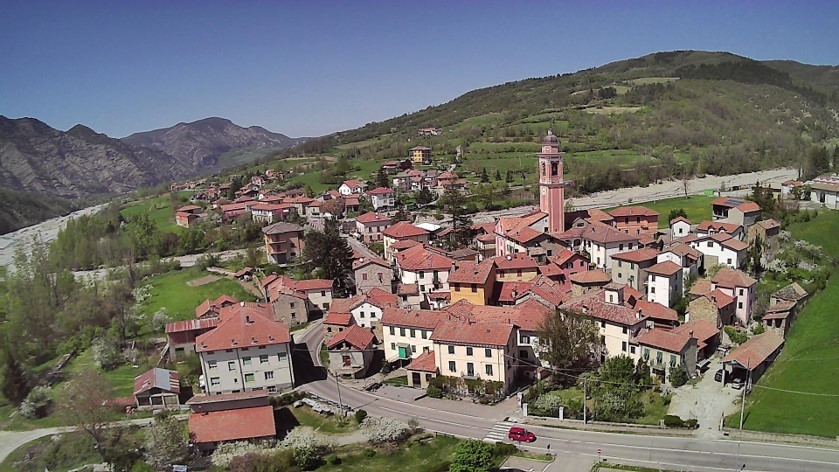
Blick auf Albera Ligure

## Geschichte

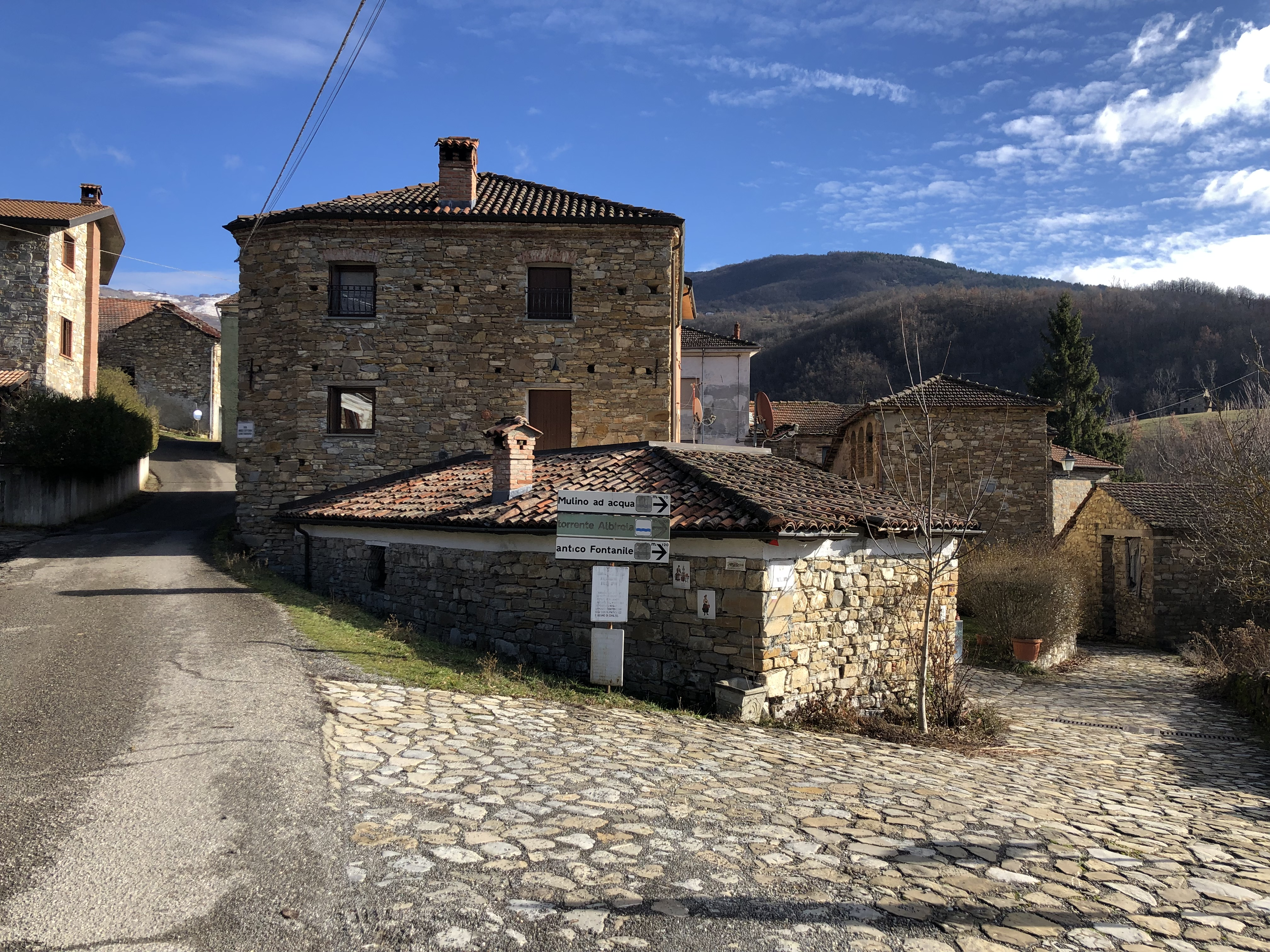
Im alten Dorfteil

Die Ursprünge von Albera Ligure reichen sicherlich bis ins Mittelalter zurück, obwohl antike, wahrscheinlich römische Siedlungen, auf denen im 9. Jahrhundert die Benediktiner-Abtei Vendersi gegründet wurde. Um ihn herum konzentrierten sich die Bauern, die bis dahin vor den Barbareneinfällen geflohen waren. Er kämpfte während der Gründungszeit der Stadt Alexandria gegen Barbarossa. Im 13. Jahrhundert kam die Gegend unter feudale Herrschaft und wurde Teil des Kirchenstaates.
Seine Geschichte war mehrere Jahrhunderte lang sowohl von der Verbundenheit mit der eigenen Region als auch von den Beziehungen zum nahegelegenen Ligurien geprägt. Tatsächlich wurde es im 15. Jahrhundert in die genuesische Herrschaft eingegliedert und kam erst 1861 wieder, im Zuge des Risorgimento, an die Provinz Alessandria. Während der faschistischen Zeit wurde es zur Gemeinde Rocchetta Ligure zusammengefasst, von der es sich erst nach dem Ende des Zweiten Weltkriegs im Jahr 1947 trennte.

## Sehenswürdigkeiten
- Die Kirche Santi Matteo e Fortunato aus dem 11. Jahrhundert, die wahrscheinlich auf der alten Kapelle der Abtei errichtet wurde.
- Der alten Turm, der als Verteidigungsobservatorium gegen sarazenische Feinde aus dem Ligurischen Meer diente.